# Marie-Anne-Catherine Quinault
Pour les articles homonymes, voir Quinault.
Marie Anne Catherine Quinault, dite Mlle Quinault l'aînée, née à Strasbourg le 26 août 1695 et morte à Paris en 1791, est une actrice et compositrice française.

## Biographie
Issue d'une famille de comédiens, fille ainée de Jean Quinault, de la Comédie-Française et de Marie Saintelette, Marie Anne est surnommée « Quinault ainée ». Elle débute à l'Académie royale de musique en 1709 dans Bellérophon de Jean-Baptiste Lully, puis à la Comédie-Française le 9 janvier 1714. Louis Fuzelier lui confie le rôle de Vénus dans sa comédie Momus fabuliste (1719).
Réputée pour sa beauté, elle se retire prématurément en 1722, âgée de 27 ans seulement, avec une pension de mille livres qu'elle touchera pendant pas moins de soixante-dix ans.
Elle a également composé des motets pour la chapelle royale du palais de Versailles. Pour l'un de ces motets, grâce à la bienveillance du duc d'Orléans, elle reçut le premier et seul grand-cordon de l'ordre de Saint-Michel jamais décerné à une femme.
Elle fut la maitresse de Louis d'Orléans et plus tard de Philippe Jules François Mancini duc de Nevers avec lequel elle aurait été secrètement mariée. Cela l'amena dans les hautes sphères de la société et à une pension de la cassette royale. De 1723 à 1791, elle a vécu dans un appartement du Louvre, au Pavillon de l'Infante.